# Жербин, Савва Михайлович
Савва Михайлович Жербин (1903—1958) — советский инженер-турбостроитель, лауреат Сталинской премии второй степени (1946).

## Биография
Родился 1 (14 октября) 1903 года в Санкт-Петербурге. Сын полковника лейб-гвардии сапёрного батальона М. Ф. Жербина, внук генерал-лейтенанта Ф. И. Жербина  (1836—1903) и контр-адмирала С. Ф. Бауера (1842—1895). Брат Михаила Михайловича Жербина.
В 1916—1917 годы учился в Пажеском корпусе. После революции работал конторщиком в Старом Осколе, куда семья уехала, спасаясь от голода. В 1920 году вступил в РККА, служил инструктором допризывной подготовки в Курском военном округе. В 1921 году вернулся в Петроград. Весной следующего года окончил немецкую гимназию Карла Мая, в 1929 году — ЛПИ, механический факультет по специальности «Паровые турбины и турбокомпрессорные машины».
Работал в конструкторском бюро Ленинградского металлического завода, а затем с 1933 года на Невском машиностроительном заводе имени В. И. Ленина, где занимал должности от заместителя начальника бюро до главного конструктора.
В 1946 году переведён в Москву, в аппарат министерства.
В 1949 — 1957 годы — заместитель министра тяжёлого машиностроения СССР .
В 1957 году по собственной просьбе переведён в Ленинград, работал главным конструктором  Центрального опытного конструкторского бюро паровых машин Металлического завода, кандидат технических наук..
Скоропостижно умер 29 декабря 1958 года.

## Признание
- Сталинская премия второй степени (1946) — за создание отечественных конструкций мощных турбомашин для металлургической промышленности
- орден Трудового Красного Знамени
- медали